# إنريكو مارتينو
إنريكو مارتينو (بالإيطالية: Enrico Martino)‏ هو صحفي ومصور إيطالي، ولد في 16 يناير 1960 في تورينو في إيطاليا.